# 大分県済生会日田病院
大分県済生会日田病院（おおいたけんさいせいかいひたびょういん）は、大分県日田市大字三和にある、社会福祉法人恩賜財団済生会が運営する病院。大分県西部の中核的な医療機関のひとつである。

## 沿革
- 1990年（平成2年）10月1日 - 開院（許可200床、実稼動148床、8診療科）。
- 1993年（平成5年）6月1日 - 麻酔科を標榜し、9診療科となる。
- 2000年（平成12年）4月1日 -  呼吸器科・消化器科・循環器科を標榜し、12診療科となる。
- 2001年（平成13年）1月1日 - 形成外科・皮膚科を標榜し、14診療科となる。
- 2003年（平成15年）8月11日 - 歯科口腔外科を標榜し、15診療科となる。
- 2004年（平成16年）4月1日 - 透析医療開始（17床）。
- 2008年（平成20年）5月1日 - 広告可能な診療科名の改正にともない、標榜を22診療科に変更。
- 2008年（平成20年）6月1日 - 回復期リハビリテーション病棟（32床）開設。

## 診療科目
- 内科
- 外科
- 小児科
- 放射線科
- 皮膚科
- 形成外科
- 整形外科
- 脳神経外科
- 婦人科
- 麻酔科
- リハビリテーション科
- 歯科口腔外科
- 心臓血管内科
- 消化器内科
- 血液内科
- 腎臓内科
- 糖尿病・代謝内科
- 呼吸器外科
- 消化器外科
- 乳腺外科
- 頸部外科
- 血管外科

## 指定・認定
（下表の出典）
| 保険医療機関                                             |
| 労災保険指定医療機関                                     |
| 指定自立支援医療機関（更生医療）                         |
| 指定自立支援医療機関（育成医療）                         |
| 指定自立支援医療機関（精神通院医療）                     |
| 身体障害者福祉法指定医の配置されている医療機関           |
| 生活保護法指定医療機関                                   |
| 結核指定医療機関                                         |
| 指定小児慢性特定疾病医療機関                             |
| 難病の患者に対する医療等に関する法律に基づく指定医療機関 |
| 戦傷病者特別援護法指定医療機関                           |
| 原子爆弾被害者一般疾病医療取扱医療機関                   |
| 第二種感染症指定医療機関                                 |
| 公害医療機関                                             |
| 地域医療支援病院                                         |
| 災害拠点病院（地域）                                     |
| へき地医療拠点病院                                       |
| 臨床研修病院等                                           |
| がん診療連携拠点病院（国指定）                           |
| 特定疾患治療研究事業委託医療機関                         |
| DPC対象病院                                              |
| 無料低額診療事業実施医療機関                             |

- 救急告示病院（二次救急）[4]
- 公益財団法人日本医療機能評価機構認定病院[5]
- このほか、各種法令による指定・認定病院であるとともに、各学会の認定施設でもある。

## アクセス
- 久大本線（JR九州）日田駅または高速バス日田バスターミナルから、大交北部バス中津駅行き・医療センター行きまたは日田バス済生会病院行き（平日1往復のみ）に乗車し、済生会病院停留所下車。
- 高速バスとよのくに号・ゆふいん号・サンライト号で高速日田下車、徒歩10分。